# بنكسية مائلة الثمار
بنكسية مائلة الثمار (الاسم العلمي: Banksia plagiocarpa) هي نوع نباتي يتبع جنس البنكسية من فصيلة البروطية.